# Pangolin géant
Smutsia gigantea
Espèce
Statut de conservation UICN

 EN 2019 : En danger
Statut CITES
Le pangolin géant est une espèce de mammifères insectivores, dépourvu de dents, de la famille des Manidés qui vit en Afrique équatoriale.
De tous les pangolins c’est l’espèce la plus grosse avec un poids de 30 kg et une longueur totale de 1,40 m à 1,80 m. Une grande partie de son corps est couvert d’écailles kératineuses qui le protège efficacement lorsqu’il se replie en boule.
Il se nourrit essentiellement de termites et fourmis (il est insectivore) qu’il attrape de sa longue langue gluante. Il loge dans des terriers, des cavités d’arbres ou des fourrés denses.
Le pangolin géant est classé « espèce en danger » sur la Liste rouge des espèces menacées de l’IUCN. Sa population continue à décliner en raison de la chasse et du braconnage, stimulés par la demande locale de viande de brousse et la demande d’écailles du marché international de la médecine traditionnelle chinoise. La mondialisation des marchés de la faune exotique a accru la demande, ce qui a généré à son tour des profits élevés pour les trafiquants d'animaux sauvages, parrainés par des organisations criminelles.

## Dénomination

### Étymologie
Le nom de genre Smutsia est dérivé de Johannes Smuts, un naturaliste sudafricain, né dans la ville du Cap en 1808. Sa thèse passée à Leyde aux Pays-Bas en 1832, fut le premier traité scientifique portant sur les mammifères sud-africains.
L’épithète spécifique gigantea vient du latin gigas (du grec ancien Γίγας / gígas) « Géant, fils mythique de la Terre ».
En français, le nom commun pangolin vient d’un mot malais penggoling, signifiant « celui qui s’enroule ». En malais moderne, c’est teggiling. Buffon a introduit en français les termes de pangolin dans son Histoire naturelle (tome X) en 1763.

### Histoire de la nomenclature
Le zoologiste allemand Illiger donna en 1815 la première description de l'espèce sous le nom de Manis gigantea dans Abh. Phys. Klasse K. Pruess Konigl.
D'abord classée dans le genre Manis et Phataginus, l’espèce a été reclassée dans le genre Smutsia. Les raisons sont de nature morphologique et génétique.

## Caractéristiques

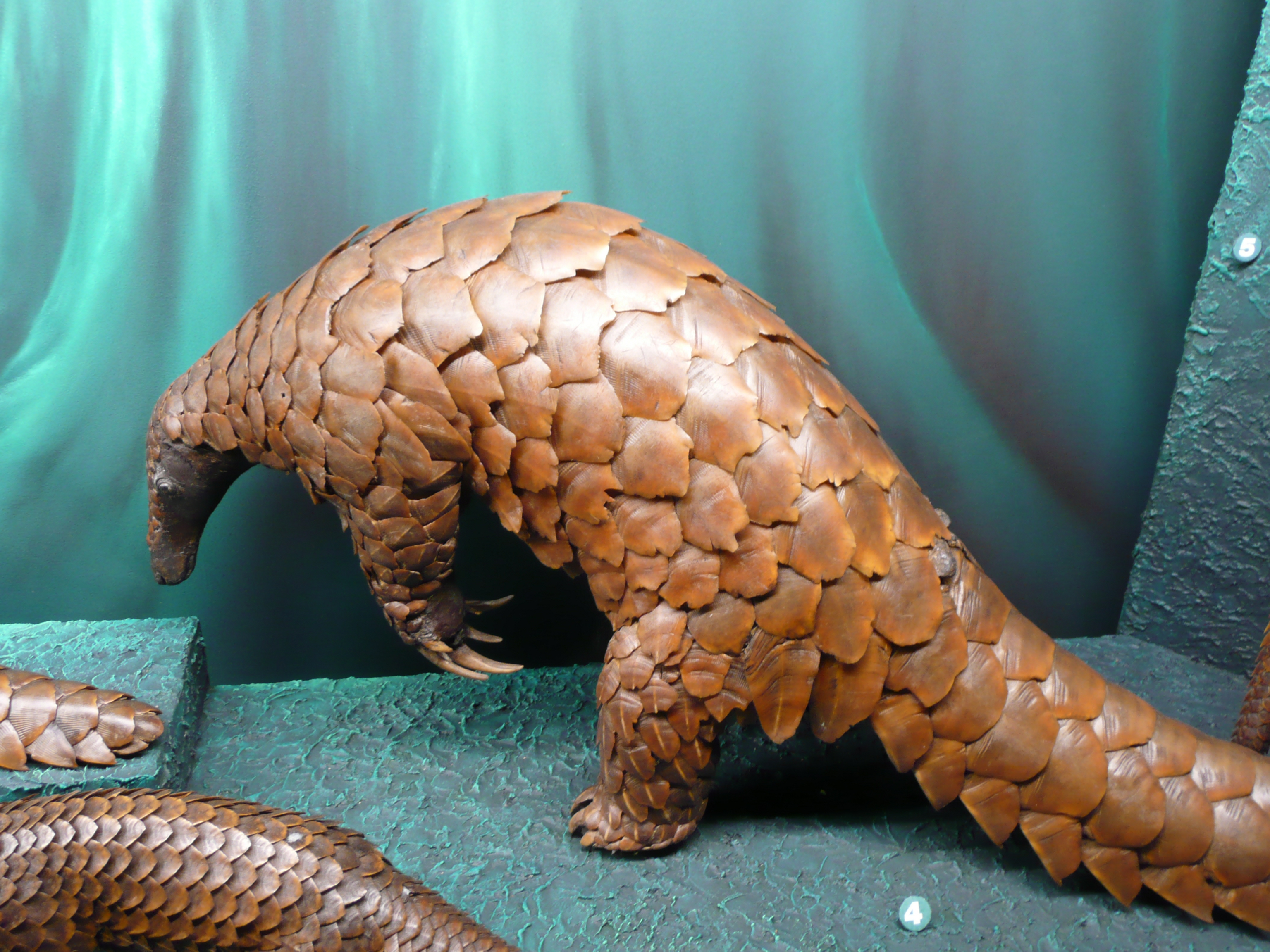
Pangolin géant

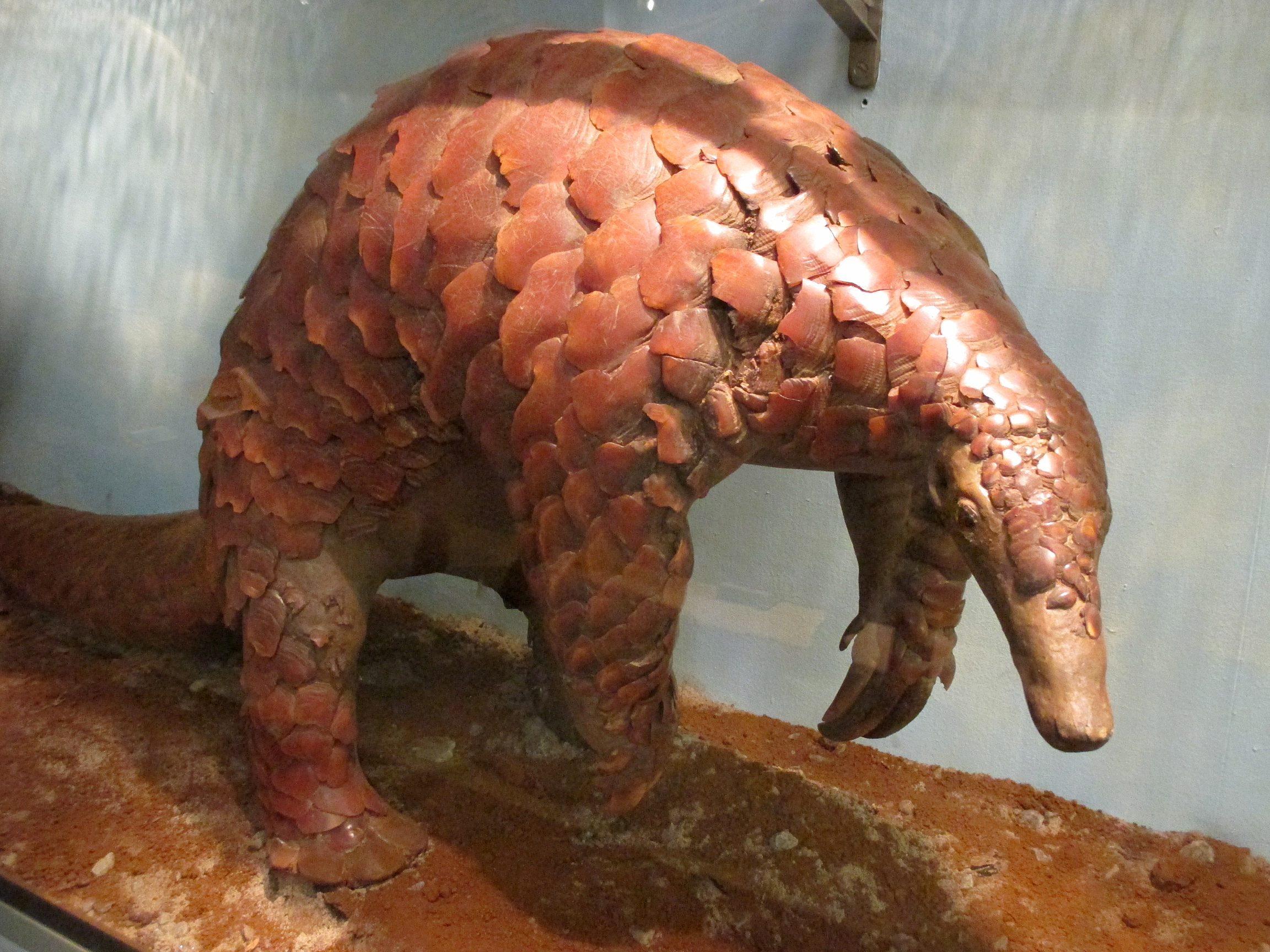
Pangolin géant, 3 griffes avant puissantes, les 5 griffes arrière courtes

Le pangolin géant est le plus gros de toutes les espèces de pangolin, avec une masse de plus de 30 kg et une taille de 140 cm à 180 cm :
- Masse : 32,1 kg mâle de l'Ouganda, 33 kg Ouganda[7], 28,8 kg (n=119) Gabon
- Taille : longueur totale moyenne de mâles 144 cm (n=5) RDC, 180 cm Ouganda, longueur des femelles 130 cm RDC
- Vertèbres : 55-57, caudales 26-27

Le pangolin géant dispose d'un long museau et d'une queue épaisse.
Son corps, excepté sur le ventre et sous la queue, est recouvert d'écailles kératineuses, imbriquées et marron. Il n’y a pas de poils poussant entre les écailles, contrairement aux pangolins asiatiques. Le nombre total d’écailles va de 446 à 664. La peau nue du museau est grise rosâtre. Le ventre aussi est nu, d’une couleur rose pâle à gris léger. Lorsqu'il est replié en boule, sa grosse queue écailleuse offre un couverture robuste protégeant toutes ses parties fragiles sans écailles.
Ses oreilles ne possèdent pas de pavillons extérieurs. Il peut toutefois fermer ses canaux auditifs externes par un repli de peau latéro-ventral.
Le crâne est composé d'os exceptionnellement denses et épaissis et, comme chez d'autres espèces de pangolins, plusieurs os crâniens sont absents, notamment l'arcade zygomatique, une réduction associée à une élimination des muscles masticateurs. Les mâchoires ne comportent pas de dents. Puisqu'il est édenté, les muscles qui facilitent la mastication et la morsure, le masséter et le temporal, sont absents.
La langue très longue est en forme de sangle. Complètement déployée, elle fait 70 cm de long dont 30 cm hors de la bouche. Des extensions-rétractions rapides de la langue sont possibles grâce aux muscles de sa base fixés sur une extension cartilagineuse du sternum. La nourriture, faite de fourmis et termites, descend directement dans une structure ressemblant à un gésier d’oiseau qui peut la broyer grâce à la présence de cailloux et de sable absorbés.
Les pangolins géants sont dotés de 5 doigts à chaque membre. Sur les membres antérieurs, les griffes des 1er et 5e doigts sont vestigiales, et la griffe centrale est la plus longue et la plus robuste. Ces trois griffes centrales sont capables d'éventrer les termitières. Les griffes des membres postérieurs sont courtes et émoussées.
Une paire de glandes anales, en particulier chez le mâle, produisent une sécrétion blanche et cireuse, très odorante et nauséabonde. Les femelles portent une paire de mamelles pectorales.
La température corporelle est régulée à 32–34,5 °C.

## Écologie et comportement
Une grande partie de ce que l'on sait sur l'écologie et le comportement du pangolin géant est basée sur des travaux entrepris il y a une cinquantaine d'années au Gabon par Elisabeth Pagès. Pagès (1970) a observé que les pangolins géants vivent dans des domaines vitaux relativement stables et bien définis, qu’ils parcourent en allant régulièrement entre une série de sites d'alimentation et différents gîtes de repos. Elle a noté que les parcours journalier à la recherche de nourriture pouvaient faire plusieurs kilomètres. Par contre, Kingdon a suggéré que le domaine vital d’un mâle observé en Ouganda était assez petit.
Le gîte peut prendre la forme de tout espace dissimulé et sécurisé, entre des contreforts d’arbres, sous des arbres tombés, dans des fourrés denses, dans des grottes et des terriers à la base des arbres, ou dans des termitières partiellement ouvertes et de vieux terriers d’Oryctérope du Cap (Orycteropus afer).
Les pangolins du centre du Gabon ont également élargi et exposé les galeries de termites du sous-sol, créant des terriers avec un réseau de chambres, descendant rarement à une profondeur supérieure à 1 m (Pagès, 1970). Ce qui contraste avec Kingdon (1971) qui a noté que les pangolins géants pouvaient creuser des terriers jusqu'à 40 m de long et 5 m de profondeur. Les terriers ont souvent de multiples entrées et de plus grandes chambres pour dormir ou pour lui permettre de faire demi-tour pour pouvoir sortir du complexe face à l'avant, peut-être pour se protéger contre la prédation, mais aussi parce que l'inclinaison des écailles peut entraver la locomotion vers l'arrière dans galeries étroites.
Plusieurs observateurs ont noté que l’Athérure africain (Atherurus africanus) et le rat géant (Cricetomys spp.) entraient dans un terrier actif le même soir qu’un pangolin géant, ce qui suggère un certain degré de cohabitation.
Le pangolin géant se nourrit principalement de termites, notamment les Macrotermes, Pseudocanthotermes, Odontotermes, Cubitermes, Apicotermes, Protermes et de fourmis, comme Palthothyreus et Dorylus.
Les termites et les fourmis sont capturés par une longue langue visqueuse, sortie et rétractée rapidement. Ils peuvent aussi manger des coléoptères comme leurs restes dans des excréments de pangolin géant l’attestent au Gabon.
Les prédateurs non-humains sont le lion (Panthera leo), probablement le léopard (Panthera pardus) et de gros pythons.

### Comportement
La pangolin géant est normalement solitaire, sauf la femelle quand elle est accompagnée de son petit.
Dans la Réserve de rhinocéros de Ziwa en Ouganda, des pièges photographiques ont régulièrement enregistré plusieurs individus utilisant les mêmes zones et terriers au cours de la même période, ce qui indique que les domaines vitaux peuvent se chevaucher considérablement et que les terriers ne sont pas spécifiques à des pangolins individuels (Nixon et Matthews, non publié). Les glandes anales du mâle utilisées pour le marquage laisse penser qu’il est territorial mais que son territoire pourrait recouper les domaines de plusieurs femelles.
C'est un animal nocturne et solitaire, qui dort le jour dans son terrier et est actif la nuit. Dans le parc national de Kibale en Ouganda, sur la base de 46 observations au piège photographique, la plupart des animaux ont quitté leur terrier vers 20 h, et y sont retournés au plus tard à 5 h30. Des individus ont été aussi observés le jour. Le pangolin géant peut aussi rester inactif pendant une longue période pouvant s’étendre parfois jusqu’à deux semaines.
L’espèce est quadrupède Il marche sur l'extérieur des poignets avant pour protéger ses griffes[réf. nécessaire] et fait reposer l'essentiel de son poids sur ses pattes arrière. Il peut à l'occasion s'avérer bon nageur. Plus surprenant, il est capable de monter dans les arbres.
C’est un fouisseur remarquable, capable avec ses pattes avant, puissantes et griffées, d’éventrer en peu de temps des termitières. Pagès a remarqué cependant que le pangolin géant détruisait rarement les termitières en surface, préférant se nourrir à 50 cm de profondeur. Une fois que les termites sont exposées en surface, elles sont rapidement léchées et avalées.
Lorsqu'il est menacé, il s'enroule en boule, la tête entre les pattes. À l’occasion, il peut utiliser sa queue comme une massue, en l’agitant par des mouvements latéraux rapides. Les écailles à la base de la queue sont très coupantes et peuvent blesser un attaquant.
Bien que les pangolins géants sifflent et grognent bruyamment lorsqu'ils sont dérangés ou harcelés, ils semblent autrement en grande partie muets.

### Reproduction
La reproduction du pangolin géant est mal connue. On sait maintenant qu'elle n’est pas saisonnière mais continue.
Cette espèce est polygyne. Les mâles se battent entre eux et la femelle s'accouple avec le gagnant.
La mère donne naissance à un petit, les yeux ouverts et avec des écailles souples. Il pèse environ 500 g et fait 45 cm de long.
Le petit s’accroche au dos de sa mère, à la base de la queue, lors des déplacements. Les petits vivent avec leur mère jusqu'à la prochaine période de reproduction.
Très mobile et nocturne, son observation est difficile.

## Habitat
Le pangolin géant habite les formations forestières primaires et secondaires, les mosaïques de forêt-savane, les forêts marécageuses inondées de façon saisonnière, la forêt-galerie, la savane boisée et les prairies humides, partout où l'on trouve les plus grandes populations de termites ainsi que de l'eau en bonne quantité.
Il se rencontre à travers un large gradient altitudinal allant d'un peu au-dessus du niveau de la mer dans les forêts côtières des plaines de l'Afrique de l'Ouest jusqu'à au moins 2 220 m (mont Mutenda dans la réserve naturelle de Tayna à de l'est de la RDC).

## Répartition

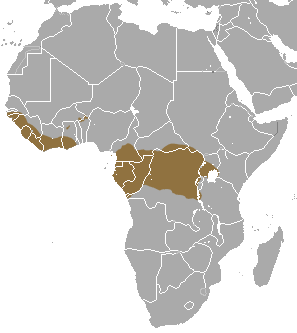
Distribution du pangolin géant

Le pangolin géant vit en Afrique équatoriale avec une concentration plus importante en Ouganda, en Tanzanie et au Kenya occidental mais aussi dans le désert.
Il a été observé au Sénégal, en Guinée-Bissau, Guinée, Sierra Leone, Liberia, Côte d’Ivoire, Ghana, et après un trou dans la distribution vers l’est, il aurait été observé par piégeage photographique à l’est du Nigeria, puis il est distribué plus régulièrement au sud du Cameroun, Guinée équatoriale, Ouganda, à l’est de la Tanzanie, Gabon, République du Congo, nord de la RDC.

## Populations
L’abondance du pangolin géant dans une zone dépend de nombreux facteurs : la quantité de termites et fourmis disponibles, la proximité de l’eau, le niveau de prédation des hommes et des grands carnivores, et la fréquence des feux.
Il est généralement rare.

## Statut de conservation

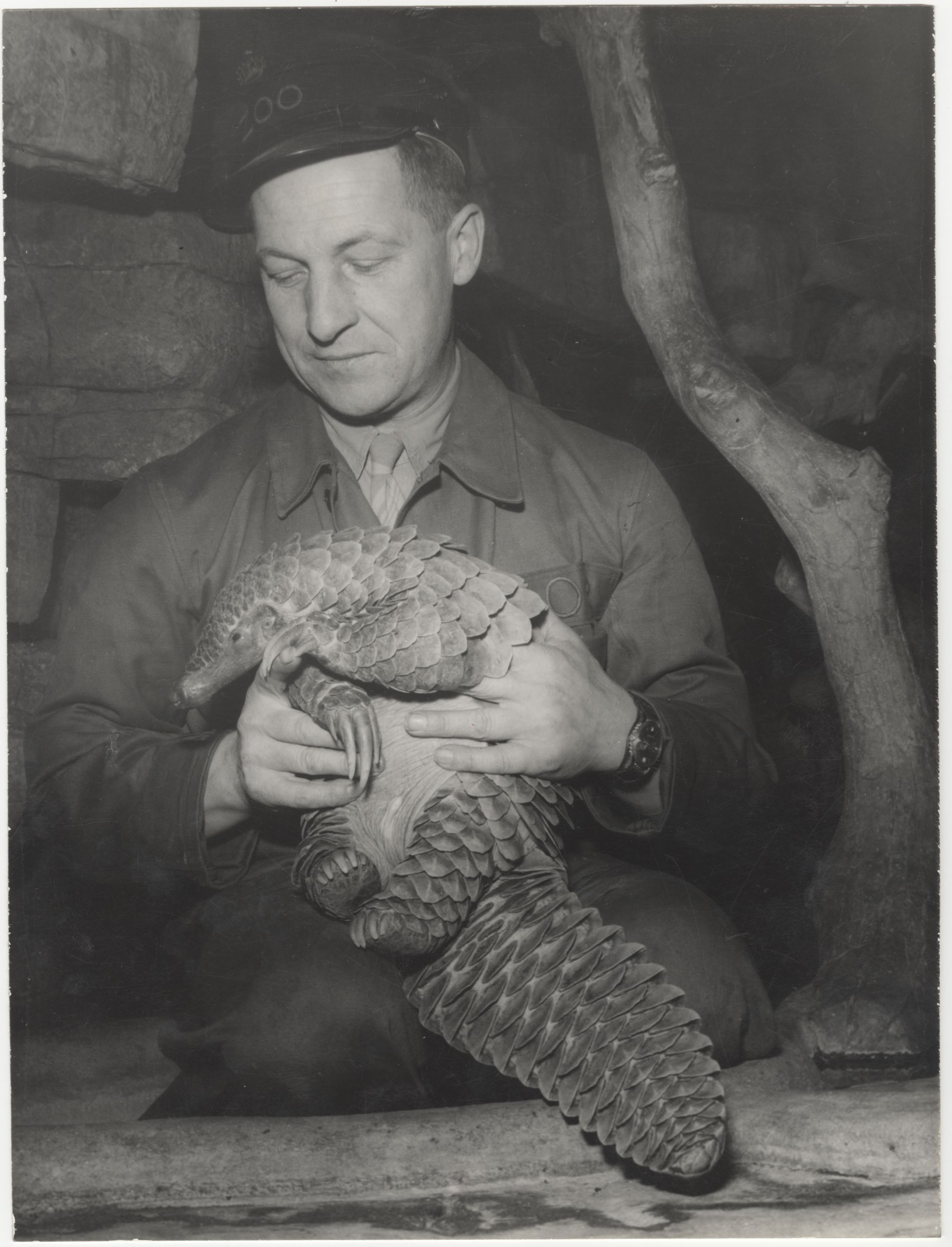
Photo Pangolin géant au Zoo d'Anvers en 1940.

Le pangolin géant est classé « espèce en danger » sur la Liste rouge des espèces menacées de l’IUCN.
Sa population continue à décliner. Comme les autres espèces de pangolins, cette espèce est dans l’Annexe I de la CITES dont le commerce international est réglementé.
Le pangolin géant bénéficie également d'une protection en vertu de la législation nationale dans la plupart des États de son aire de répartition, qui interdit généralement son exploitation.
Certaines communautés baka autour de Lobéké (Cameroun) ne les ont pas chassés ni mangés dans les années 1990, les considérant comme un grand tabou (Davenport, données inédites), bien que cela ait pu changer à mesure que la valeur de leurs écailles destinées au marché chinois a été connue et parce qu'un grand nombre de personnes venant d'autres régions du Cameroun (et d'autres pays d'Afrique centrale) sont allées dans les concessions d’exploitation forestière.

## Menaces humaines

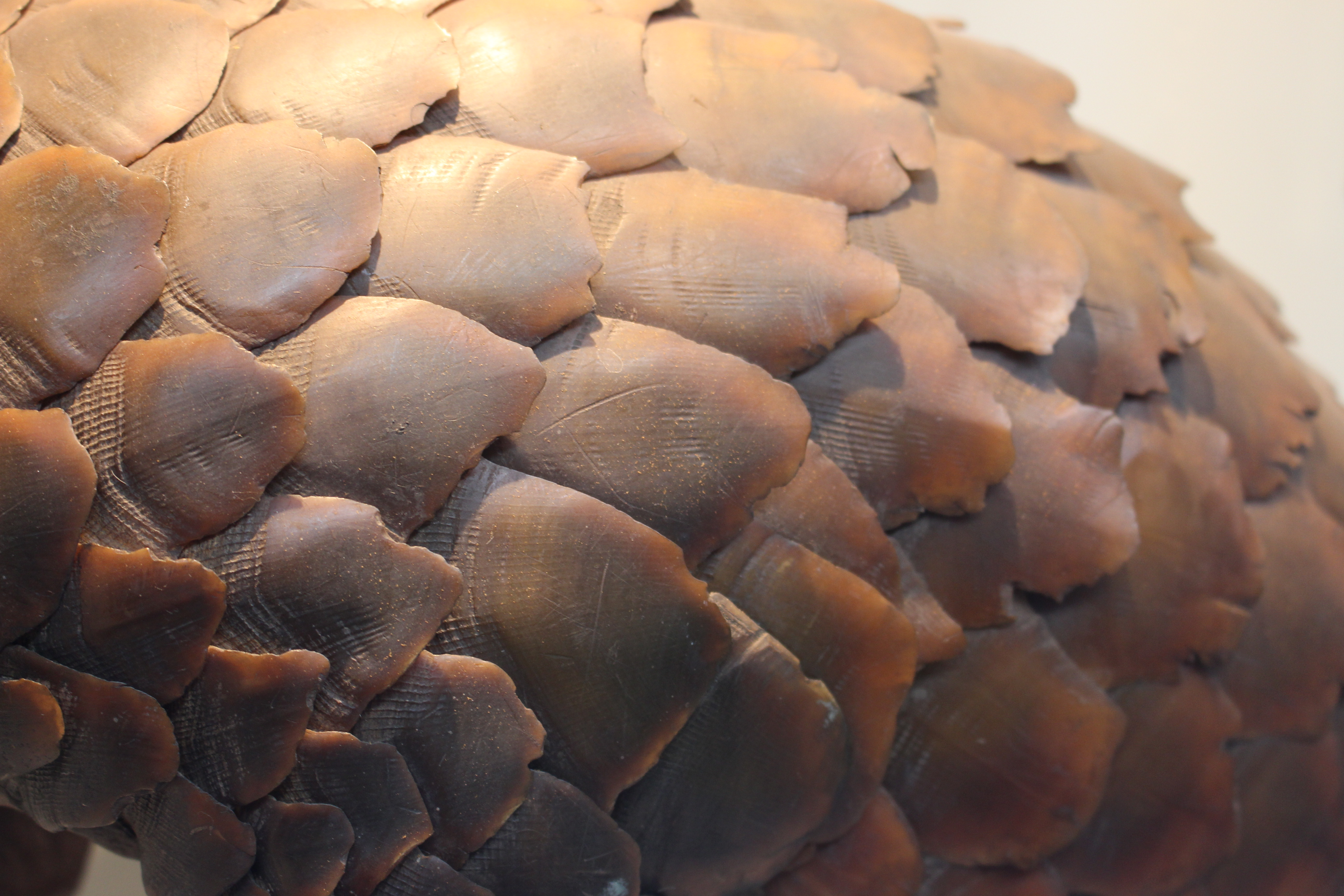
Écailles de pangolin géant

L'espèce est en grand déclin du fait de la chasse et de la destruction de son habitat. La chasse est d'autant plus importante que les populations locales attribuent des vertus magiques à cette espèce. En effet les écailles sont censées chasser les mauvais esprits et les corps de ceux-ci sont utilisés dans plusieurs rituels.
La surexploitation de l’espèce due à la chasse et au braconnage, est tirée par la demande locale de viande de brousse et la demande d’écailles du marché international de la médecine traditionnelle chinoise. En 1987, Colyn et coll. ont constaté que cette espèce représentait un dixième du nombre total de pangolins (~ 100) vendus comme viande de brousse dans les zones rurales autour de Kisangani, en RDC. Puis le nombre de pangolins géants sur le marché de viande de brousse de Kisangani a été multiplié par sept entre 2002 et 2008-2009.
De gros volumes d'écailles destinées au commerce international ont été saisis sur toute l'aire de distribution de l’espèce. Par exemple, quelque 2 270 kg d'écailles de pangolins géants ont été saisies lors de sept saisies en Ouganda en 2014 et 2015. Un total de 1 670 kg d'écailles qui également ont été saisies au Kenya en huit saisies entre 2013 et 2016, avaient pour destination finale la Chine, la Thaïlande et le Vietnam.Les pangolins sont souvent cités comme étant actuellement les mammifères sauvages les plus trafiqués dans le monde, avec des estimations de plus d'un million d'animaux prélevés dans la nature entre 2000 et 2013 (S. Heinrich et al, Challender et al.).
Dans la région de Lomami, dans le centre de la RDC, T. Hart a rapporté que des chasseurs utilisent des chiens dressés pour localiser des gîtes de repos des pangolins qui sont ensuite excavés pour déloger leur occupant et les tuer d'un coup de machette. Dans la région de Lubutu en RDC, où la pression de braconnage est élevée, les pangolins géants sont capturés de façon opportuniste dans des collets installés principalement pour les petits ongulés tels que les céphalophes (ou duikers), et le même problème semble être signalé dans d'autres zones protégées, telles que le parc national de Kibale.
La seconde grande menace est la destruction de l’habitat. Les moteurs de la perte des forêts comprennent l'expansion des terres cultivées, y compris de la culture itinérante; l'exploitation forestière commerciale, y compris les coupes à blanc de sites forestiers; l'expansion des infrastructures urbaines et l'augmentation des densités de population humaine.

## Philatélie
Plusieurs pays d'Afrique subsaharienne ont émis des timbres dédiés au pangolin géant, tels que le Gabon (1985 et 1996), le Sénégal (1994).